# Asteroide tipo C
Os asteroides tipo C são asteroides carbonáceos. Aproximadamente 75% dos asteróides são deste tipo, tornando-se o tipo de asteroides mais comum. 

## Características
Este tipo de asteroide tem um espectro semelhantes aos meteoritos condrite carbonáceos (tipos CI e CM), cuja composição química é aproximadamente a mesma do Sol e da nébula solar primitiva, exceptuando que estes não contêm hidrogénio, hélio e outros voláteis. Minerais hidratados estão presentes.
Os asteroides carbonáceos são extremamente escuros com albedos tipicamente entre 0,02 e 0,10. O maior asteroide deste tipo é Hígia.

## classificações
Na classificação Tholen, os tipo C estão agrupados com três tipos menos numerosos num grupo C de asteroides carbonáceos que contêm:
- Tipo B
- Tipo C
- Tipo F
- Tipo G

Na classificação SMASS, o grupo C contém:
- Tipo B correspondendo ao tipos B e F de Tholen
- Asteróides tipicamente C
- Cg e Cgh correspondendo ao tipo G de Tholen
- Tipo Ch com uma característica de absorção de cerca de 0,7μm
- Tipo Cb correspondendo à transição de corpos entre os tipos C e B do SMASS.